# المستقبل (جريدة لبنانية)
جريدة المستقبل جريدة لبنانية تصدر في بيروت عن «الشركة العربية المتحدة للصحافة». أصدرها رئيس الوزراء اللبناني الراحل رفيق الحريري.
تأسّست صحيفة المستقبل اللبنانية الناطقة باللغة العربيّة في شهر حزيران/يونيو 1999، وهي تواكب التطوّر التكنولوجي في مجال الاتصالات العالميّة لتؤمّن تغطية تحليليّة واسعة لأهمّ الأحداث السياسيّة والمستجدات على الصعيد الاقتصاديّ وغيره لتتماشى مع الاهتمامات اليوميّة للقارئ.
في البداية، تركّز جمهور الصحيفة حول الإداريّين من الدرجات العليا، إلاّ أنّ الجمهور ازداد بنسبة أربعين بالمئة مع تحوّل شريحة واسعة من القراء إلى تأييد تيّار المستقبل سياسيّاً إثر الأحداث المتدافعة في لبنان منذ اغتيال الرئيس الحريري في العام 2005. وبعد أن احتلت الصحيفة مكانةً مرموقةً على الصعيد الاقتصادي، باتت لا تقلّ شأناً على الصعيد السياسي.
وفي خلال العام 2005 تمّ إصدار طبعة إضافيّة بمعدّل 15 ألف نسخة لكل من الإمارات العربيّة المتحدة والمملكة العربيّة السعوديّة بالإضافة إلى لائحة طويلة من الشحن البريدي المباشر إلى الكويت وقطر والبحرين. ولا تختلف هذه النسخة الإضافيّة سوى من ناحية الأنباء الاقتصاديّة عن النسخة اللبنانيّة، حيث أنّها تتضمّن المزيد من الأنباء حول منطقة الخليج العربي.

## توقف الإصدار الورقي
قررت إدارة جريدة المستقبل وقف إصدار النسخة الورقية من الجريدة بدءاً من 1 شباط/فبراير 2019، والتحول إلى جريدة رقمية بالكامل، وذلك بحسب بيان صدر عن إدارة المستقبل بتاريخ 10 كانون الثاني/يناير 2019  وقالت إدارة الصحيفة في بيان إنه «أمام التحولات التي تشهدها الصناعة الصحافية في لبنان والعالم، والتراجع المتواصل الذي تشهده السوق المحلية في المبيعات والمداخيل الإعلانية، قررت إدارة جريدة المستقبل وقف إصدار النسخة الورقية من الجريدة بدءا من 1 شباط 2019».، على أن تستمر الصحيفة عبر الإنترنت.

## مواقع خارجية
- موقع الجريدة